# Oxira signata
Oxira signata là một loài bướm đêm trong họ Noctuidae.